# Ella Kivikoski
Ella Margareta Kivikoski, född den 25 maj 1901 i Tammela, död den 27 juli 1990 i Helsingfors, var en finländsk arkeolog och den första kvinnliga doktorn inom ämnet. Hennes forskningsfält berörde hela Norden och Baltikum, men hon var specifikt intresserad av Egentliga Finlands förhistoria och järnåldern.
Kivikoski började studera historia men bytte snart ämne till arkeologi. 1931 studerade hon vid Baltiska Institutet i Stockholm och etablerade en arbetsgemenskap med den estniske arkeologen Harri Moora som också främst var järnåldersforskare. Hon blev 1933 amanuens, och utnämndes till professor 1948 vid Helsingfors universitet med ämnesbeteckningen Finlands och Skandinaviens arkeologi. Hon doktorerade 1940 med en avhandling som berörde järnåldern vid Aura å med Die Eisenzeit im Auraflussgebiet. Hon jämförde på 1930-talet gravtypen och en del av föremålsbeståndet med kulturer i Wisła-området och förmodade att Kärsämäki gravfält i ovannämnda Aura ådal tillhört en gotisk handelskoloni, men framhöll samtidigt att gravformen också hade motsvarigheter i Sverige. Frågan är ännu obesvarad. Kivikoski avgick med pension efter 20 år 1969.
Kivikoskis vetenskapliga arbeten gällde i första hand Finlands järnålder. Hennes atlas i två band över fynden i Finland från järnåldern är ett viktigare verk, med titeln Die Eisenzeit Finnlands kom ut 1947 och 1951. 1961 kom hennes Suomen esihistoria, svensk översättning Finlands förhistoria 1964. Kivikoski redigerade Finlands arkeologiska bibliografi till 1980. Hon skrev cirka 130 publikationer själv.
Kivikoski invaldes 1949 som ledamot av Finska Vetenskapsakademien och blev 1961 ledamot av Finska Vetenskaps-Societeten. Kivikoski ledde som ordförande fornminnesföreningen i Finland åren 1962–1968.

## Publikationer
- Die Eisenzeit im Auraflussgebiet (1939)
- Husgrunderna i Storhagen, Kulla, Finström (1946)
- Die Eisenzeit Finnlands: Bilderatlas und Text. 1 (1947)
- Suomen rautakauden kuvasto, första delen (1947)
- Die Eisenzeit Finnlands: Bilderatlas und Text. 2 (1951)
- Suomen rautakauden kuvasto, andra delen (1951)
- Tehty työ elää: A. M. Tallgren 1885-1945 (1960)
- Suomen historia. Osa 1, Suomen esihistoria (1961) Svensk översättning: Finlands förhistoria (1964)
- Kvarnbacken: ein Gräberfeld der jüngeren Eisenzeit auf Åland (1963)
- Suomen kiinteät muinaisjäännökset (1966)
- Finland (1967)
- Turun kaupungin historia. Kivikaudesta vuoteen 1366 (1971)
- Die Eisenzeit Finnlands: Bildwerk und Text (1973) Nyutgåva.
- Honos Ella Kivikoski. Redaktörer Pekka Sarvas och Ari Siiriäinen. Finska fornminnesföreningen, 1973. (Finskt Museum 75 årgången)
- Långängsbacken: ett gravfält från yngre järnåldern på Åland (1980)

Dessutom var Kivikoski medarbetare och redaktör till många verk och i olika tidskrifter.

## Utmärkelser
- Kommendörstecknet av Finlands Lejons orden,  1955[2]
- Kommendörstecknet av Finlands Vita Ros’ orden,  1968[2]

[Redigera Wikidata]